# 美國報紙
美國報紙（英語：Newspapers in the United States），報紙自18世紀以來一直在美國出版 ，是美國文化的重要組成部分。儘管《紐約時報》、《今日美國》和《華爾街日報》等少數報紙在全美銷售，但大多數美國報紙主要面向城市或區域市場。《紐約時報》、《華爾街日報》和《華盛頓郵報》經常被譽為美國的「檔案記錄報」。

## 歷史
美國報紙的歷史可以追溯到18世紀初，當時出現了第一批殖民地報紙。最初，報紙只是印刷商的附屬業務，然而它們最終演變成為一股重要的政治力量，在美國革命中扮演了重要角色。美國憲法第一修正案保障新聞自由，而1792年的郵政服務法為報紙的遞送提供了補貼。
在第一政黨體系（1790年代至1810年代）時期，兩大政黨都贊助報紙，以與其忠實的支持者互動。到了20世紀30年代，便士報在美國新聞業中開始扮演重要角色，而電報和更快的印刷機等技術進步有助於擴大國家媒體的規模。
在20世紀初，報紙不僅盈利，而且具有相當的影響力。然而，隨著20世紀20年代電視的興起，報紙的角色開始轉變。到了20世紀末，許多美國新聞媒體成為大型媒體集團的一部分。隨著讀者和廣告商轉向網路，21世紀數位新聞的崛起為報紙帶來了商業上的危機。

## 人口統計
各大都市地區均有都市報紙存在，有些地區擁有多份報紙，儘管這種情況在現代有所減少。 許多小城市也有當地報紙，然而，隨著時間的推移，這種報紙的數量也在減少。
此外，還存在眾多非裔美國人報紙、外文報紙和其他專業報紙。 截至2023年，監獄內有24種不同的報紙出版。

## 檔案
很多圖書館提供美國主要報紙的微縮膠片檔案。

## 所有權
美國報紙的所有權涵蓋了各種形式，包括小型獨立家族企業，如Mullen Newspaper Company、Adams Publishing、Wick Communications等，以及大型公共媒體集團，如甘尼特、麥克拉奇、Lee Enterprises等。這些報業擁有和經營的報紙在全國範圍內佔據著相當大的比例。

## 出版
大多數通用報紙都是每日或每週印刷。它們在很大程度上由廣告驅動，包括分類廣告，但也透過報攤銷售和訂閱獲得收入。
主要城市通常有另類媒體（例如紐約市的《村聲》或洛杉磯的《洛杉磯周刊》），這些周刊完全依賴廣告，並且向公眾免費開放。 符合特定發行標準（包括擁有訂閱或郵寄清單）的報紙被指定為檔案記錄報。透過此指定，可以發布官方通知，例如虛構的企業名稱公告
。
根據美國報紙業雜誌《編輯與出版商》（Editor & Publisher）的說法，過去半個世紀以來，美國日報的數量有所下降。特別是自1970年以來，晚報的數量減少了50%，而早報和周日版的數量卻增加。
相較之下，1950年，日報有1,772份（其中1,450份，約佔70%是晚報），而2000年，日報有1,480份（其中766份，約佔一半）是晚報。